# 延傑尤夫

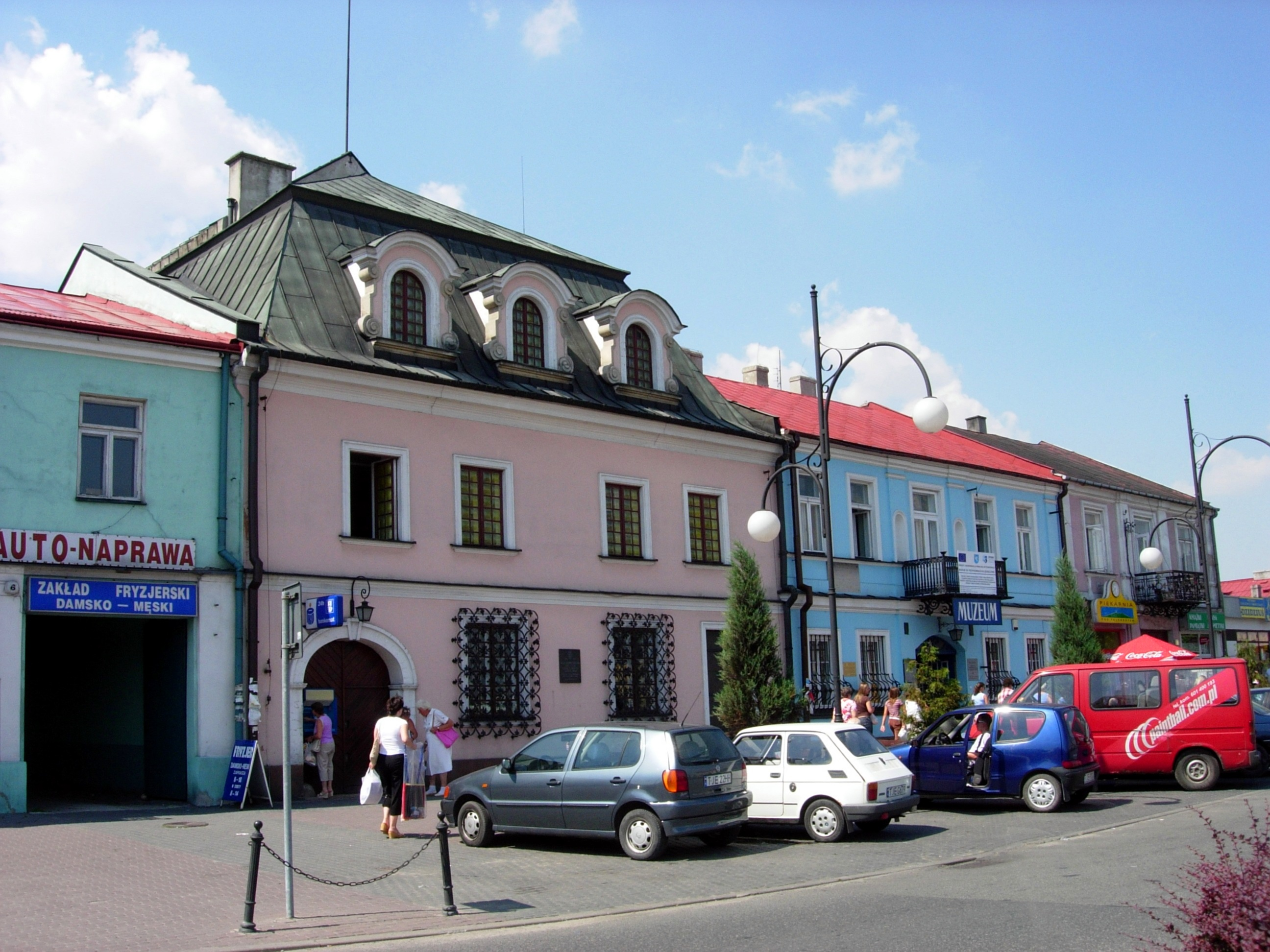

延傑尤夫是波蘭的城鎮，位於該國南部，距離首府凱爾采35公里，由聖十字省負責管轄，始建於十二世紀，面積11.37平方公里，2006年人口16,577。

## 外部連結
- Jędrzejów city government webpage （页面存档备份，存于）
- Jędrzejów web portal （页面存档备份，存于）
- Jędrzejów internet TV （页面存档备份，存于）
- Jędrzejów narrow-gauge railway webpage （页面存档备份，存于）
- Buses in Jędrzejów （页面存档备份，存于）